# 西岚高速动车组列车
西岚高速动车组列车是中国铁路运行于陕西省省会西安市西安北站及福建省福州市下属平潭县平潭站的高速动车组列车，现每日开行1对列车，途径陕西省、河南省、安徽省、江西省、福建省五省，客运里2029公里，列车客运乘务由西安局集团西安客运段担当。其中西安北站至平潭站运行10小时52分，使用车次为G862/859次；平潭站至西安北站运行10小时30分，使用车次为G860/861次。

## 历史
2019年12月30日，新增西安北~福州G862/859、G860/861次列车。
2021年1月20日，本对列车延长至平潭站始发终到。

## 使用列车
本对列车使用配属西安局集团西安北动车运用所的CRH380B，重联运行。